# 秘めたる心
『秘めたる心』（ひめたるこころ）は、1940年に公開された大庭秀雄監督の日本映画。

## スタッフ
以下のスタッフ名はKINENOTEに従った。
- 監督 - 大庭秀雄
- 脚本 - 長瀬喜伴
- 原作 - 光畑磧郎
- 撮影 - 寺尾清
- 音楽 - 篠田謹治

## キャスト
- 三浦光子[1]
- 朝霧鏡子[1]
- 豊島隆一[1]
- 山城美和子